# Upoznajte roditelje
Dozvola za brak (eng. Meet the Parents) je američka komedija iz 2000. godine u kojoj glavne uloge tumače Ben Stiller i Robert De Niro. Film su distribuirali Universal Studios i Dreamworks SKG, dok se za režiju filma pobrinuo Jay Roach, koji je slavu stekao filmovima iz serijala Austin Powers. U 2004. izdan je nastavak filma pod naslovom Upoznajte Fockerove, poslije kojeg je uslijedila najava za još jedan nastavak pod naslovom Mali Fockeri.
Uspjeh ovog filma je 2002. doveo do stvaranja televizijskog reality show-a nazvanog Upoznajte moje roditelje.
Ovaj film je obrada nezavisnog filma iz 1992. godine, koji je od tada (od godine izdanja 1992.) potpuno povučen iz distribucije. Za originalni istoimeni film, od 70 minuta, Greg Glienna je napisao scenarij, režirao ga i u njemu glumio. Glavni lik u filmu je nazvan i oblikovan po njemu samom, dok je Pam nazvana i oblikovana prema ženi brata, njegovog najboljeg prijatelja.
Ovaj film se nalazi na 52. mjestu ljestvice "100 najsmiješnijih filmova", kabelske televizije Bravo.

## Radnja
Medicinski tehničar, Greg Focker, namjerava zaprositi svoju djevojku, Pam Byrnes, no prije nego uspije to učiniti, on odlazi u posjet Paminim roditeljima, tj. u njihovu kuću, kako bi prisustvovao vjenčanju Pamine sestre. Greg pri tome niti ne sluti da će morati trpiti mačku sklonu nevoljama, Paminog bivšeg dečka, sve Pamine rođake, kao i njenog napadnog oca Jacka Byrnesa - umirovljenog CIA-inog operativca koji dvoji je li Greg dovoljno dobar za Pam. Greg se muči impresionirati Paminu obitelj, no čini se kako sve što on kaže ili čini, Byrnesi smatraju uvredljivim.
Jedna od prvih stvari koje Greg saznaje o Jacku, jest njegovo vjerovanje u sustav zvan "Krug Povjerenja". Ideja sustava jest da Jackov krug prijatelja među sobom nema tajni. Tijekom filma, pokazuje se kako je sustav pun propusta, jer Jack ne vjeruje nekim ljudima u Krugu, poglavito Gregu a uz to i neke druge osobe iz Jackove obitelji nisu od povjerenja (ljudi poput njegovog sina-tinejdžera, koji puši marihuanu). Također, Krug dopušta Jacku da narušava privatnost drugih koji se u njemu nalaze.
Jack koristi psihičke igre, testiranja uz pomoć detektora laži i konstantna ispitivanja, ne bi li izludio Grega, koji će morati nadići Jackova ispitivanja i testove ne bi li ga u konačnici uspio ubijediti da mu dopusti da se oženi njegovom kćerkom. Naravno, Greg uspjeva u tome. Međutim, u jednom trenutku, pri kraju filma, Jack govori svojoj supruzi Dini, "Još samo jednu stvar moramo obaviti. Upoznati njegove roditelje", čime zapravo popločava put za nastavak Dozvola za Fockere.

## Uloge
- Ben Stiller kao Gaylord "Greg" Focker
- Robert De Niro kao Jack Byrnes
- Teri Polo kao Pamela Byrnes
- Blythe Danner kao Dina Byrnes
- Nicole DeHuff kao Deborah Byrnes
- Jon Abrahams kao Dennis Byrnes
- Owen Wilson kao Kevin Rawley
- James Rebhorn kao Dr. Larry Banks
- Thomas McCarthy kao Dr. Bob Banks
- Phyllis George kao Linda Banks
- Kali Rocha kao službenica tvrtke Atlantic American Flight
- Judah Friedlander kao službenik u ljekarni
- John Fiore kao Kinky
- Russell Hornsby kao dostavljač koji dolazi kasno u noći (Prava torba)

## Zarada
Film je bio financijski iznimno uspješan, ostvarujući bruto zaradu od ukupno 330,4 milijuna dolara.

## Nagrade i nominacije

### Nagrade
Film je osvojio ukupno sedam nagrada, koje slijede:
ASCAP Award: Top Box Office Films (Randy Newman); American Comedy Award: najsmiješniji glumac u igranom filmu - glavna uloga (Ben Stiller); Bogey Award; Golden Screen; MTV Movie Award: najbolja humoristična izvedba (Ben Stiller), najbolja rečenica iz filma (Robert De Niro); People's Choice Award: omiljena komedija.

### Nominacije
Film je uz prethodno spomenute nagrade i kategorije u kojima je naposljetku i osvojio nagrade, doživio još 13 drugih nominacija, koje slijede:
Oscar: najbolja glazba - originalna pjesma (Randy Newman za pjesmu "A Fool in Love"); American Comedy Award: najsmiješniji glumac u igranom filmu - glavna uloga (Robert De Niro), najsmiješniji igrani film; Blockbuster Entertainment Award: omiljeni glumac - komedija/romansa (Robert De Niro), omiljeni glumac - komedija/romansa (Ben Stiller), omiljena nadolazeća glumica (Teri Polo), omiljeni sporedni glumac - komedija (Owen Wilson), omiljena sporedna glumica - komedija (Blythe Danner); Golden Globe: najbolja izvedba glumca u igranom filmu - Komedija/Mjuzikl (Robert De Niro); Golden Trailer: najbolja komedija; Sierra Award: najbolja pjesma (Randy Newman za pjesmu "Meet the Parents"); MTV Movie Award: najbolji tim na ekranu (Robert De Niro, Ben Stiller); Golden Satellite Award: najbolja originalna pjesma (A Fool in Love); Teen Choice Award: Film - Izabrana komedija.

## Zanimljivosti
Radnja u filmu se odvija u gradu Oyster Bay, na Long Islandu. Međutim, kuća u kojoj je film sniman se zapravo nalazi u Muttontownu, malenom gradiću izvan Oyster Baya.

## Vanjske poveznice
- Službene stranice  Arhivirana inačica izvorne stranice od 3. lipnja 2010. (Wayback Machine)
- Originalni film  Arhivirana inačica izvorne stranice od 13. lipnja 2013. (Wayback Machine)
- Upoznajte roditelje u internetskoj bazi filmova IMDb-a
- Upoznajte roditelje na Rotten Tomatoes